# Pinus nigra
 (janvier 2019).
Espèce
Statut de conservation UICN

 LC  : Préoccupation mineure
Le Pin noir (Pinus nigra) est une espèce de pin présentant de nombreuses variétés et que l'on trouve en Europe méridionale, de l'Espagne à la Crimée, en Asie Mineure, à Chypre et, localement, dans les montagnes de l'Atlas en Afrique du Nord-Ouest.
L'une de ses sous-espèces, le Pin de Salzmann — en raison de sa résistance à la sécheresse — fait l'objet d'études, de la part de l'INRA notamment, qui songe à le valoriser dans le contexte de la perspective d'un réchauffement climatique. Ses populations naturelles constituent un habitat prioritaire au sens de la directive Habitats, sous le nom de « Pinèdes (sub-)méditerranéennes de pins noirs endémiques : Pin de Salzmann ».

## Morphologie
C'est un grand arbre puisque sa taille atteint 20 à 55 mètres de hauteur à sa maturité.
La couleur de son écorce est jaune-brun à gris selon les sous-espèces ; elle est couverte de larges écailles plates séparées par de profondes fissures qui s'élargissent de plus en plus avec l'âge.
Les feuilles, nommées aiguilles, sont groupées par deux dans une gaine ; elles sont de couleur vert-jaune (sous-espèce salzmannii) à vert foncé (sous-espèce nigra) et ont huit à vingt centimètres de longueur.

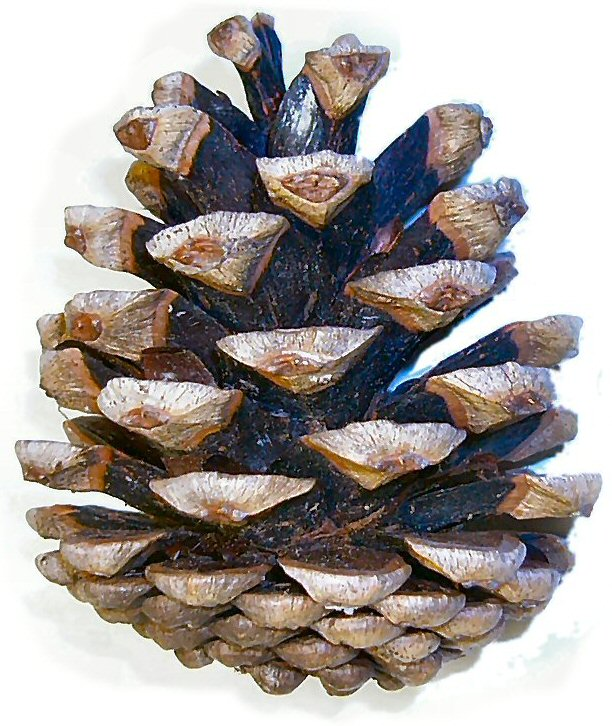
Cône de pin noir.

Les cônes d'ovules et de pollen apparaissent à partir de mai ou juin. Les cônes de graines mûres ont de cinq à dix centimètres de long, et ont des écailles arrondies ; le mûrissement, qui s'effectue en septembre et novembre, dix-huit mois après la pollinisation, fait passer leur couleur du vert au jaune chamois clair.

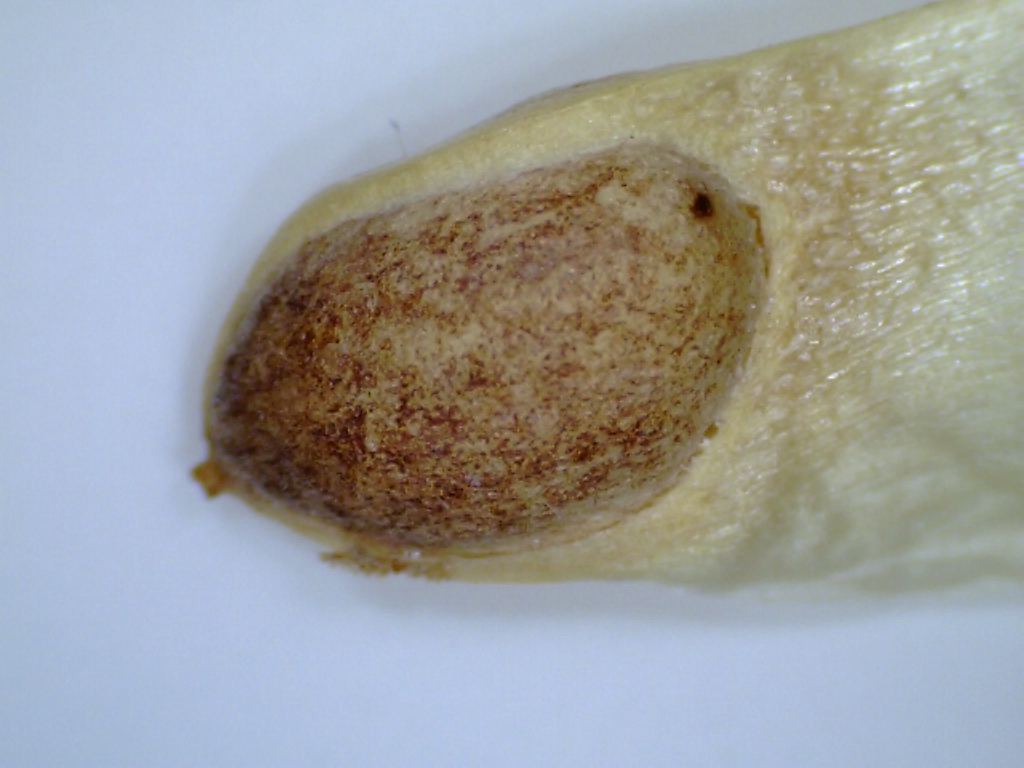
Graine de P. nigra.

Les graines, pourvues d'ailes, sont dispersées par le vent lors de l'ouverture des cônes, de décembre à avril. La maturité sexuelle de l'arbre est atteinte entre quinze et quarante ans. De grosses quantités de graines sont produites tous les deux à cinq ans.
Sa croissance est modérément rapide, de 30 à 70 cm par an après les deux premières années. En général, il présente une silhouette conique arrondie, devenant irrégulière avec l'âge. Il a une assez grande longévité : quelques-uns ont plus de cinq cents ans.
Le bois du pin noir, semblable à celui des pins sylvestres (Pinus sylvestris) et pins rouges (Pinus resinosa), est modérément dur et présente un grain droit. Il tend cependant à être plus rugueux, plus mou et moins fort, en raison de la croissance plus rapide de l'arbre.
Il résiste bien aux dommages occasionnés par la neige et la glace, mais n'apprécie pas l'ombre et a besoin de beaucoup de soleil pour bien se développer : « Essence  de lumière, dont les semis peuvent néanmoins supporter un léger ombrage ».

## Répartition native et habitat

Répartition originelle du complexe de Pinus nigra (ici subdivisée en cinq sous-espèces selon l'une des classifications). Il faut ajouter que plusieurs de ces formes ont été largement introduites dans toute l'Europe et ailleurs dans le Monde pour la sylviculture, et se sont fréquemment naturalisées.

Les fossiles les plus anciennement connus d'arbres apparentés au pin noir datent du Miocène, soit environ 20 millions d'années.
L'aire native de répartition de l'espèce Pinus nigra - toutes sous-espèces confondues - va de
5° de longitude Ouest au Maroc et en Espagne,
jusqu'à l'Est de la Turquie à environ 40° de longitude Est ;
et de 35° de latitude Nord au Maroc et à Chypre,
jusqu'à 48° de latitude Nord dans le Nord-Est de l'Autriche
et 45° de latitude Nord en Crimée.
Cette aire est généralement divisée en trois régions principales.
En Europe de l'Ouest on le trouve dans la moitié est de l'Espagne et dans le Sud de la France, en Italie (Sicile incluse) et en Autriche. La partie centrale inclut la
Yougoslavie, l'ouest de la Roumanie, la Bulgarie et la Grèce dans la péninsule des Balkans. La partie orientale inclut la Crimée et la Turquie. Les populations dans la région partagée entre l'Algérie et le Maroc sont pratiquement moribondes.
Le pin noir pousse à des altitudes s'étendant entre le niveau de la mer et deux mille mètres, le plus généralement entre 250 et 1 600 m.
En Europe et en Asie Mineure, les pins noirs poussent habituellement dans un habitat commun à d'autres résineux comme le pin sylvestre (Pinus sylvestris), l'épicéa de Serbie (Picea omorika), le pin de Bosnie (Pinus heldreichii), l'épicéa commun (Picea abies), le cèdre du Liban (Cedrus libani), le sapin blanc (Abies alba) et autres conifères, plusieurs espèces du genévrier (Juniperus), et divers feuillus. 

L'étude de cinq populations isolées de pins noirs d'Autriche (ssp. nigra) plantés 130 ans auparavant en littoral sur des dunes, a montré que plus les pins sont âgées, plus leur sous-couvert contient d'essences ligneuses (arbres).
Le pin noir a été importé aux États-Unis où il s'est révélé bien adapté au sud de l'Ontario et en Nouvelle-Angleterre, dans les états du centre-nord des États-Unis et dans certaines parties de l'Ouest. Il a été signalé, de même que le pin sylvestre (P. sylvestris), le pin noir japonais (P. thunbergii) et le pin rouge du Japon (P. densiflora), comme naturalisé dans certaines parties de la Nouvelle-Angleterre et des états des Grands lacs (en). La qualification de naturalisation est quelque peu abusive mais elle signale que l'espèce s'est spontanément étendue au-delà des plantations par l'homme.

## Géologie
L'espèce tolère une grande diversité de sols (« Il tolère les sols calcaires, marneux, secs et argileux compacts. »), mais cette tolérance varie grandement parmi les sous-espèces.
Les sous-espèces du groupe occidental (sud de la France et Espagne - pin de Salzmann) tolèrent une large gamme de sols - dont des sols marneux superficiels. Les sous-espèces du groupe central, comprenant les populations laricio de Corse, d'Italie et de Sicile, profitent mal sur des sols calcaires (les pinèdes corses de laricio poussent sur du granite) ; mais le pin laricio de Calabre (Italie) les tolère ainsi que les pins d'origine turque ou criméenne.
Quelle que soit sa provenance, le pin noir croît facilement sur le podzosol. La sous-espèce orientale nigra fait preuve d'une plus grande robustesse au gel en hiver, même au-dessous de −30 °C, que la sous-espèce occidentale salzmannii qui résiste jusqu'à environ −25 °C.

## Ravageurs et maladies

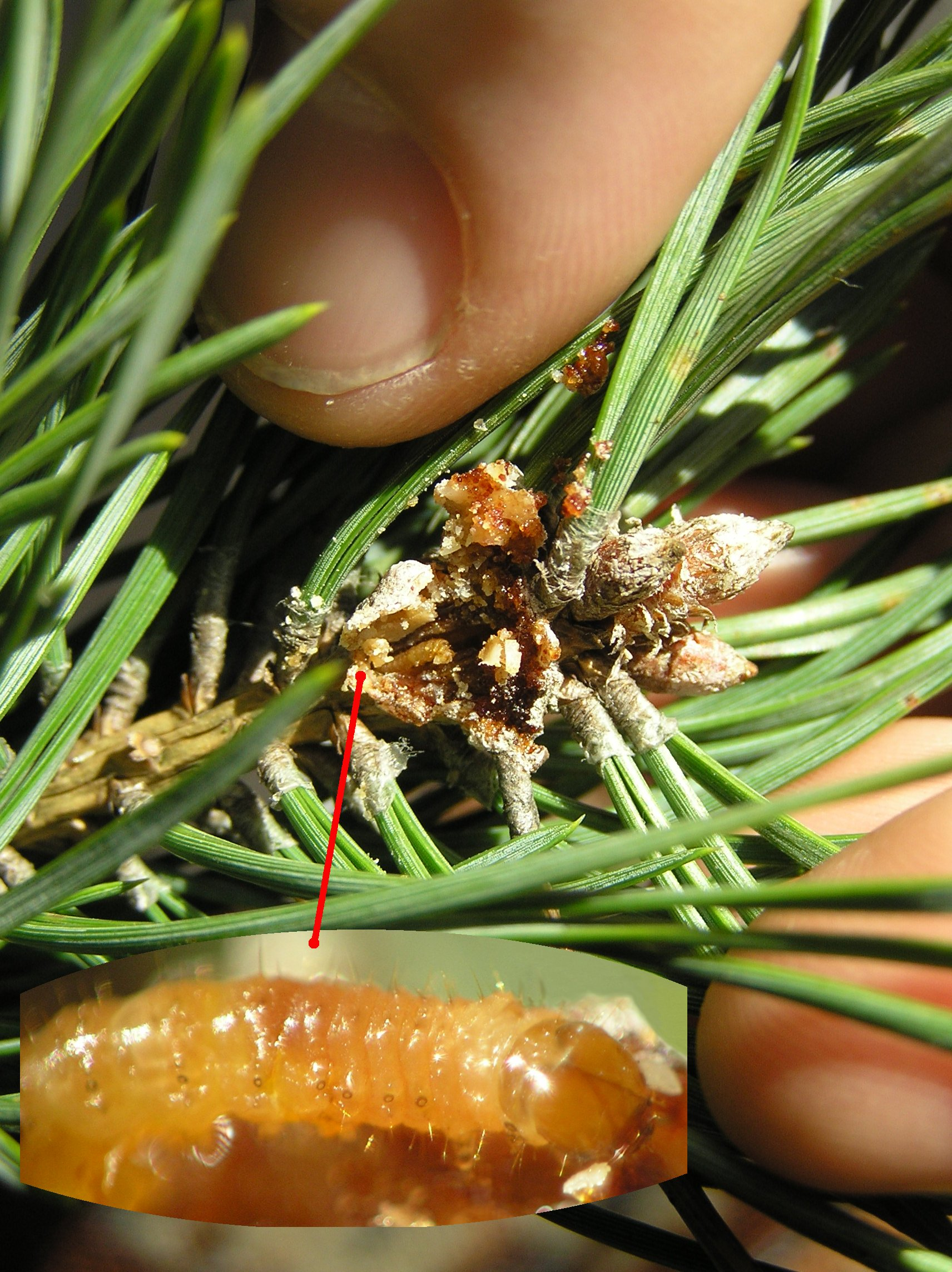
Larve de Rhyacionia buoliana.

Il est résistant à la Tordeuse européenne des pousses du pin (Rhyacionia buoliana (en)), apparue aux États-Unis en 1913 et au Canada en 1925. Celle-ci s'attaque à diverses espèces de pins, dont le pin ponderosa (P. ponderosa), le pin sylvestre (P. sylvestris), le pin blanc ou pin de Weymouth (P. strobus) ou le pin rouge (P. resinosa), espèces préférées par les sylviculteurs du nord-est des États-Unis jusqu'à ces dernières décennies et jusqu'à l'installation de cet insecte dont l'aire d'extension couvre à peu près celle du pin blanc (P. strobus).
La Chenille processionnaire du pin (Thaumetopoea pityocampa) affaiblit l'arbre en mangeant ses aiguilles.
Il est susceptible aux attaques des champignons Dothistroma septosporum, Lophodermium et Sphaeropsis sapinea.
Il est d'une grande résistance au sel routier utilisé en hiver et aux divers polluants industriels (y compris l'ozone). Il est en tant qu'espèce très tolérant à la sécheresse.

## Sous-espèces et variétés

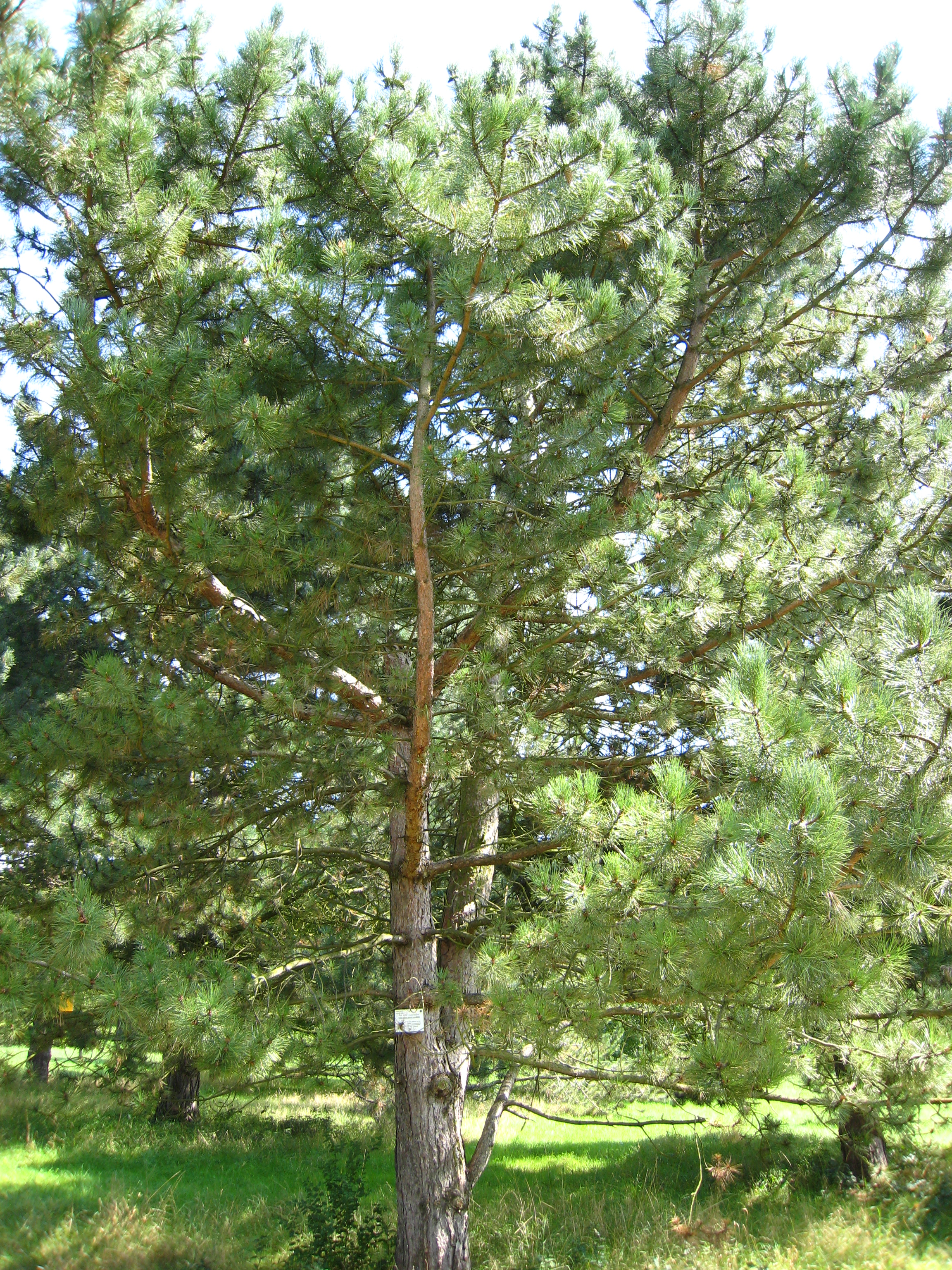
Pin noir d'Autriche.

Des études phylogénétiques réalisés par l'INRA en 2007-2008 ont mis en évidence l'existence de deux groupes parmi les sous-espèces du pin noir : les sous-espèces nigricans et pallasiana forment un groupe oriental ; laricio, mauretanica et salzmanni forment un groupe occidental.
- Pinus nigra subsp. nigra Arn. : variété orientale, qui pousse de l'Autriche à la Crimée et à la Turquie, en passant par le nord-est et le centre de l'Italie :
  - Pinus nigra subsp. nigra var. nigra Arn. : pin noir d'Autriche ;
  - Pinus nigra subsp. nigra var. caramanica (Loudon) Rehder : pin noir de Turquie ;
  - Pinus nigra subsp. nigra var. pallasiana (Lambert) Asch. & Graebn. : pin de Crimée ;
- Pinus nigra subsp. salzmannii (Dunal) Franco 1943 : variété occidentale qui pousse en France (Cévennes et Pyrénées orientales) et en Espagne ;
  - Pinus nigra subsp. salzmannii var. salzmannii (Dunal) Franco 1943 : pin noir des Cévennes ou pin de Salzmann ;
- Pinus nigra subsp. mauretanica Maire & Peyerimoff : pin noir de l'Atlas, en Afrique du Nord ;
- Pinus nigra subsp. laricio (Poiret) Maire : sous-espèces endémiques de Méditerranée :
  - Pinus nigra subsp. laricio var. corsicana : Pin laricio de Corse ;
  - Pinus nigra subsp. laricio var. calabrica : pin laricio de Calabre.

Des tests sur 20 ans aux États-Unis, sur des sols de compositions et de drainages différents, ont montré que hors attaques extérieures le pin noir croissait moins bien sous tous rapports que le pin rouge. Par contre, de fréquentes plantations mixtes de pin noir et pin ponderosa ont démontré que le pin noir survivait et croissait mieux que le ponderosa.

### Le Pin de Salzmann

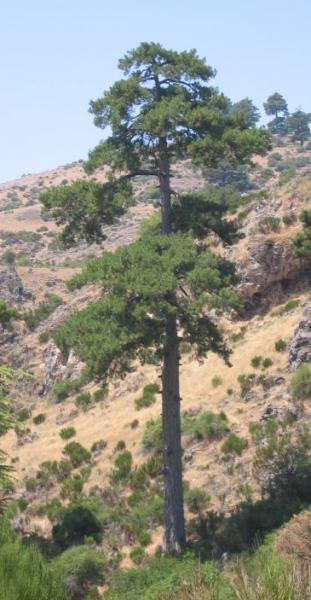
Pin de Salzmann
dans la sierra de Segura,
en Andalousie.

C'est peut-être une espèce relique en région méditerranéenne. Il se trouve surtout en Espagne, et quelques populations reliques en France :
dans les Cévennes avec la forêt de Bessèges (Gard),, en Ardèche), au col d'Uglas (Mialet, Gard), et à Carlencas dans le piémont des Cévennes ;
dans l'Hérault avec la réserve biologique domaniale du « massif de Saint-Guilhem », ; enfin dans le Conflent, une région des Pyrénées-Orientales adjacente à la frontière espagnole.
Dans certaines zones l'espèce est localement susceptible de ne pas être autochtone ou d'avoir subi une pollution génétique,,,.

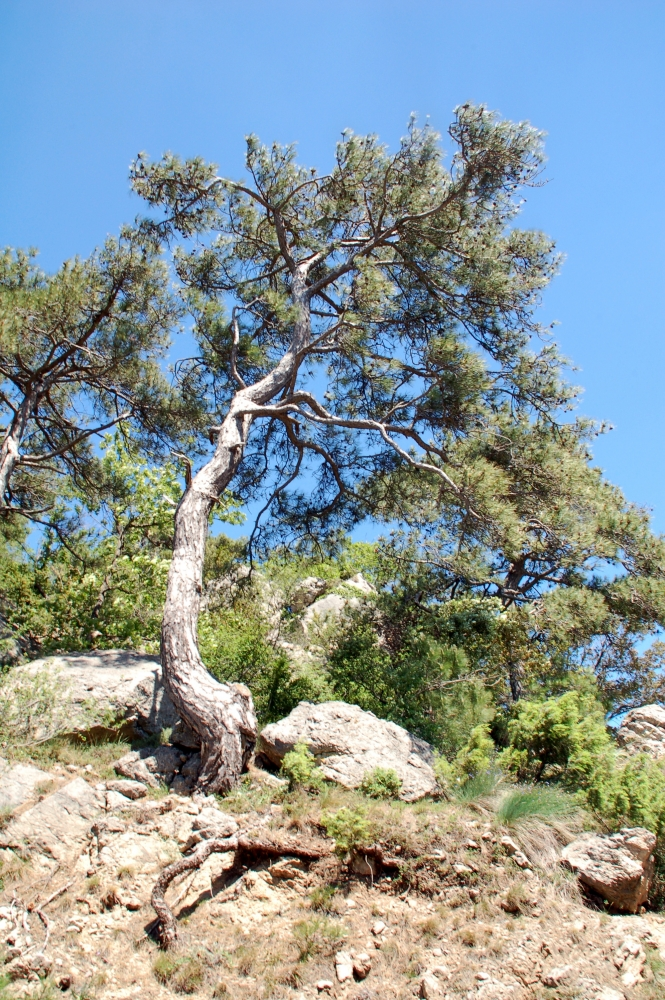
Pin de Salzmann à Saint-Guilhem-le-Désert, dans les Cévennes.

Il s'adapte à une grande variété de sols et montre les caractéristiques morphologiques communes à tous les pins noirs. Le pin laricio, qui partage son aire de répartition, est assez facilement confondu avec lui. Des variations entre ces trois espèces permettent de les différencier.
Pour estimer l'âge d'un pin de Salzmann, le diamètre du tronc n'est pas aussi révélateur que ne le sont de larges plaques sur l'écorce et un houppier en forme de table.

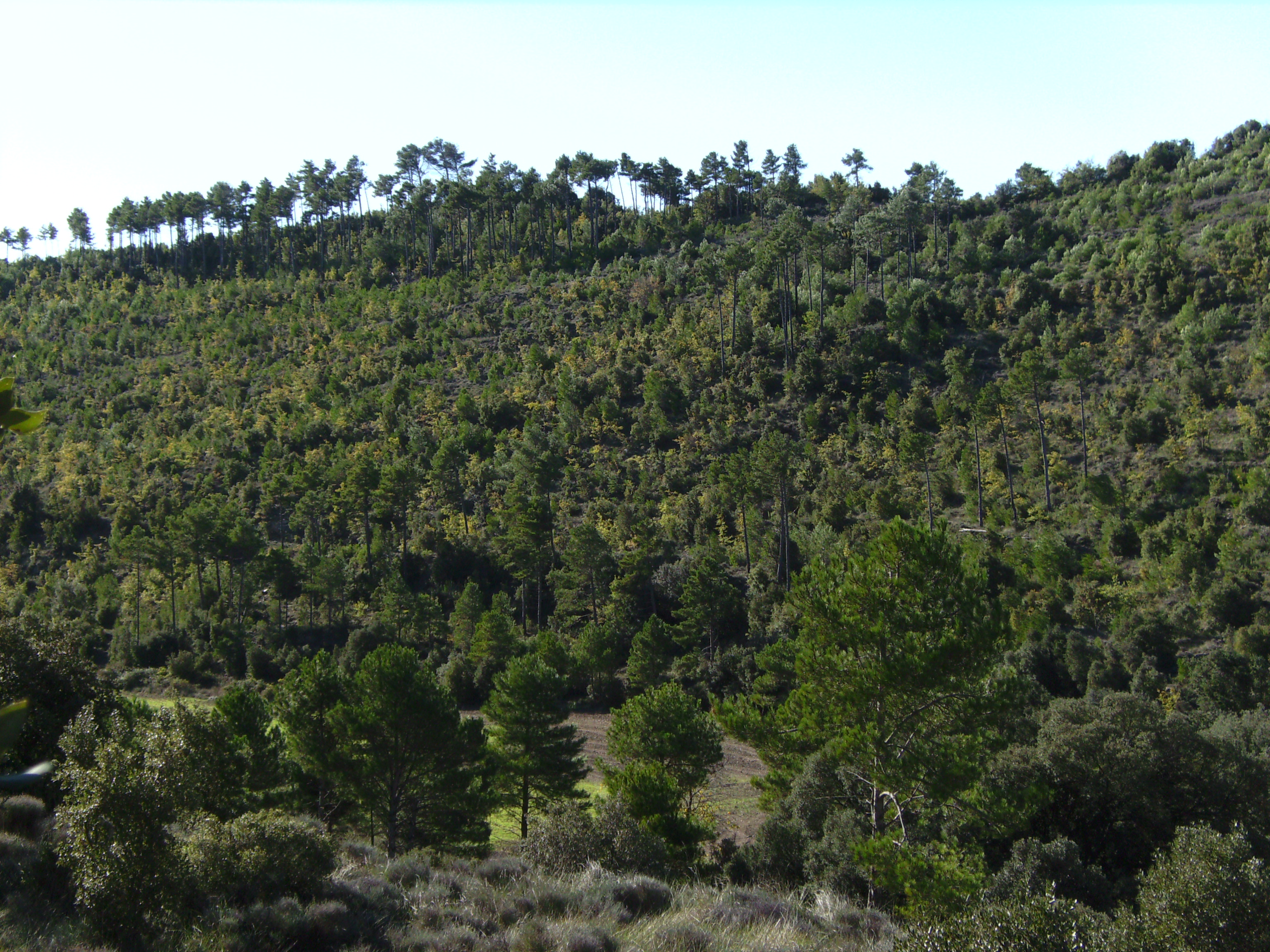
Pins de Salzmann, régénération spontanée en Catalogne.

Le pin de Salzmann a peu servi à des chantiers de reboisement, sauf dans un objectif de diversification. Il est plus résistant à la sécheresse que le pin noir d'Autriche, mais ce n'est pas un pyrophyte et les incendies lui sont néfastes : ses graines sont moins nombreuses et plus longues à germer que celles du pin maritime (Pinus pinaster) et ce dernier est souvent choisi par les forestiers comme espèce de reboisement.
Remarquablement, le pin de Salzmann est en danger effectif de disparition mais n'est pas protégé par un statut particulier pour l'espèce. Les zones dans lesquelles il pousse sont généralement protégées, comme ZNIEFF ou autre mesure de protection.
Cette espèce fait en France l'objet de greffages et d'études génétiques et généralistes dans la perspective d'un réseau de conservation des ressources génétiques et du classement des peuplements.

### Pin de Mauritanie
On le trouve dans le sud des montagnes du Djurdjura, en trois populations de taille très inégale : 10 individus à Tikjda, 20 individus à Taouilet ; et quelques centaines d'individus à Tigounatine. Le dénombrage varie selon les compteurs : 342 arbres matures (Chalabi, 1980), 600 arbres y compris les jeunes individus (Muller, 1986), 407 arbres (Asmani, 1993) et 445 arbres y compris les jeunes individus (Mihoubi & Sediki, 2007). Le dernier site incluant un nombre significatif d'individus, il a été plus étudié plus en profondeur. Les individus les plus hauts y atteignent une vingtaine de mètres et rares sont ceux dont le diamètre du tronc dépasse 50 cm. Les grands sujets sont peu nombreux. Ce pin est, parmi les sous-espèces occidentales de pin noir étudiées, celle qui produit le moins de graines capables de germer.

### Le Pin noir d'Autriche

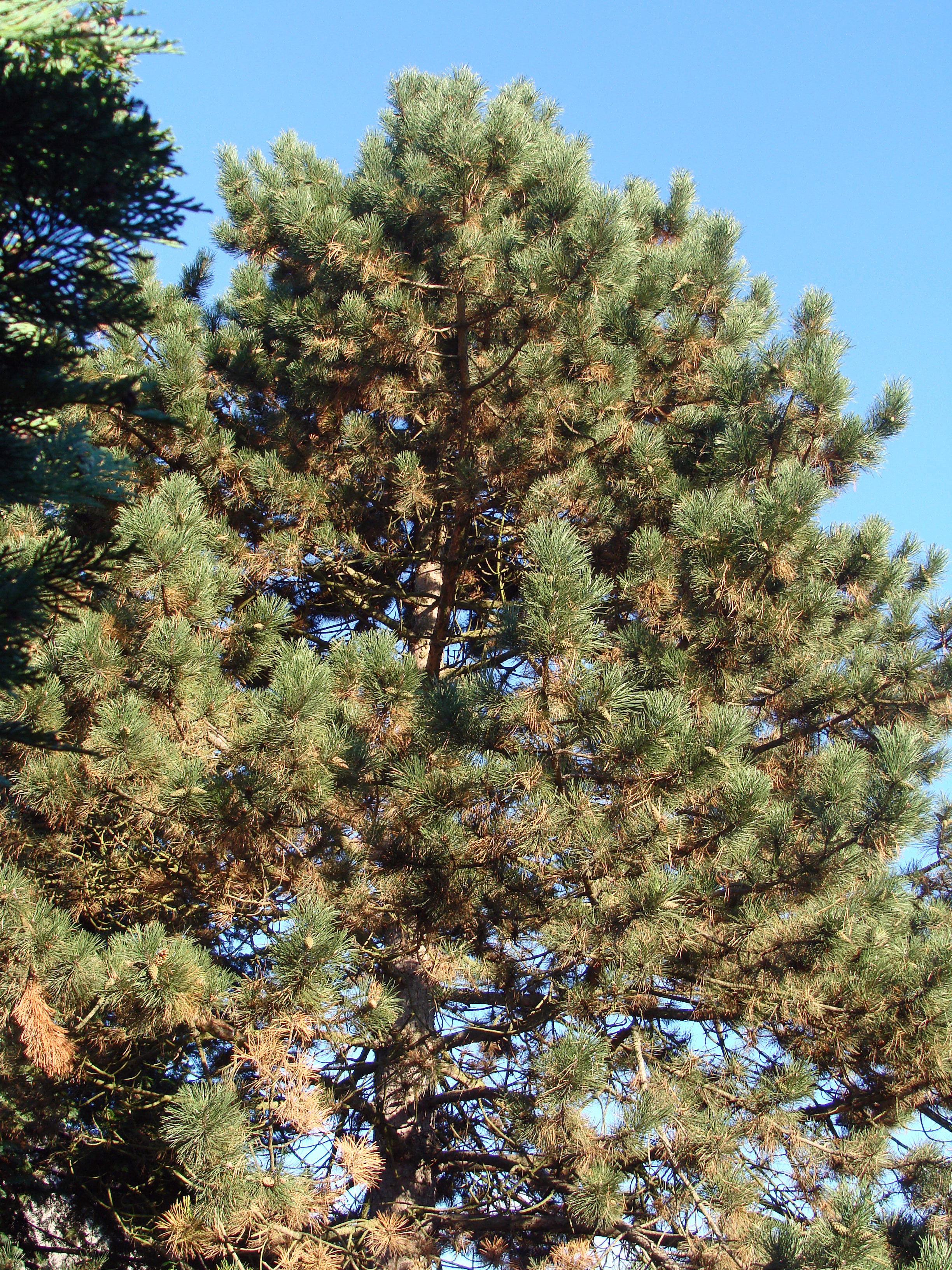
Pin noir d'Autriche à L'Hôpital (Moselle).

Le pin noir d'Autriche mesure entre 25 et 35 mètres de hauteur. Il a un tronc plus ou moins droit avec un houppier dense et sombre. Cette variété présente des aiguilles de 8 à 14 cm de long, groupées par deux, très rigides, piquantes et droites ou légèrement courbées, presque perpendiculaires au rameau. De couleur vert foncé, elles sont persistantes pendant 4 ou 5 ans. Les bourgeons du pin noir d'Autriche sont oblongs, pointus, et résineux. Les cônes mesurent entre 5 et 8 cm, sont de couleur verte, tournant vers le brun-clair, avec une écorce grisâtre dans le jeune âge puis se crevassent en larges plaques épaisses de couleurs noirâtre en vieillissant. Le bois possède de bonnes propriétés mécaniques mais avec beaucoup de nœuds. Le pin noir d'Autriche est une essence héliophile. Il se développe en climat continental. Cependant les semis peuvent supporter un léger ombrage dans le jeune âge. Il résiste très bien au froid et à la sécheresse, aussi qu'au vent et à la pollution atmosphérique. Il présente un enracinement puissant qui tolère aussi bien les sols calcaires que les sols argileux compacts. Il peut même pousser sur des roches superficielles. À ce titre, il est beaucoup utilisé pour la restauration de terrain en montagne (RTM) pour stabiliser les sols car c'est aussi une essence postpionnière nomade. Le pin noir d'Autriche est souvent utilisé dans les chênaies pubescentes et dans les hêtraies. Dans les boisements il peut être planté avec d'autres essences comme le mélèze, le cèdre, le robinier, ainsi qu'une co-colonisation de pin sylvestre.
Les modes de sylviculture :
La régénération du pin noir d'Autriche se produit aux alentours des 100 ans du peuplement. Elle peut se faire naturellement ou bien par plantation, avec des densités de plantation de l'ordre de 1 800 à 2 300 plants par hectare. Les dépressages dans le pin noir d'Autriche sont conseillés quand les tiges font environ 3 mètres. Le dépressage permet de réduire la densité ; entre 1200 et 1500 tiges par hectare. L'élagage du pin noir d'Autriche peut se faire sur 200 à 250 tiges par hectare. La première éclaircie intervient quand les tiges font de 13 à 15 mètres de haut. Ces éclaircies peuvent être sélectives cloisonnées. Ces travaux sont mécanisables[réf. nécessaire].

## Le pin noir et l'homme

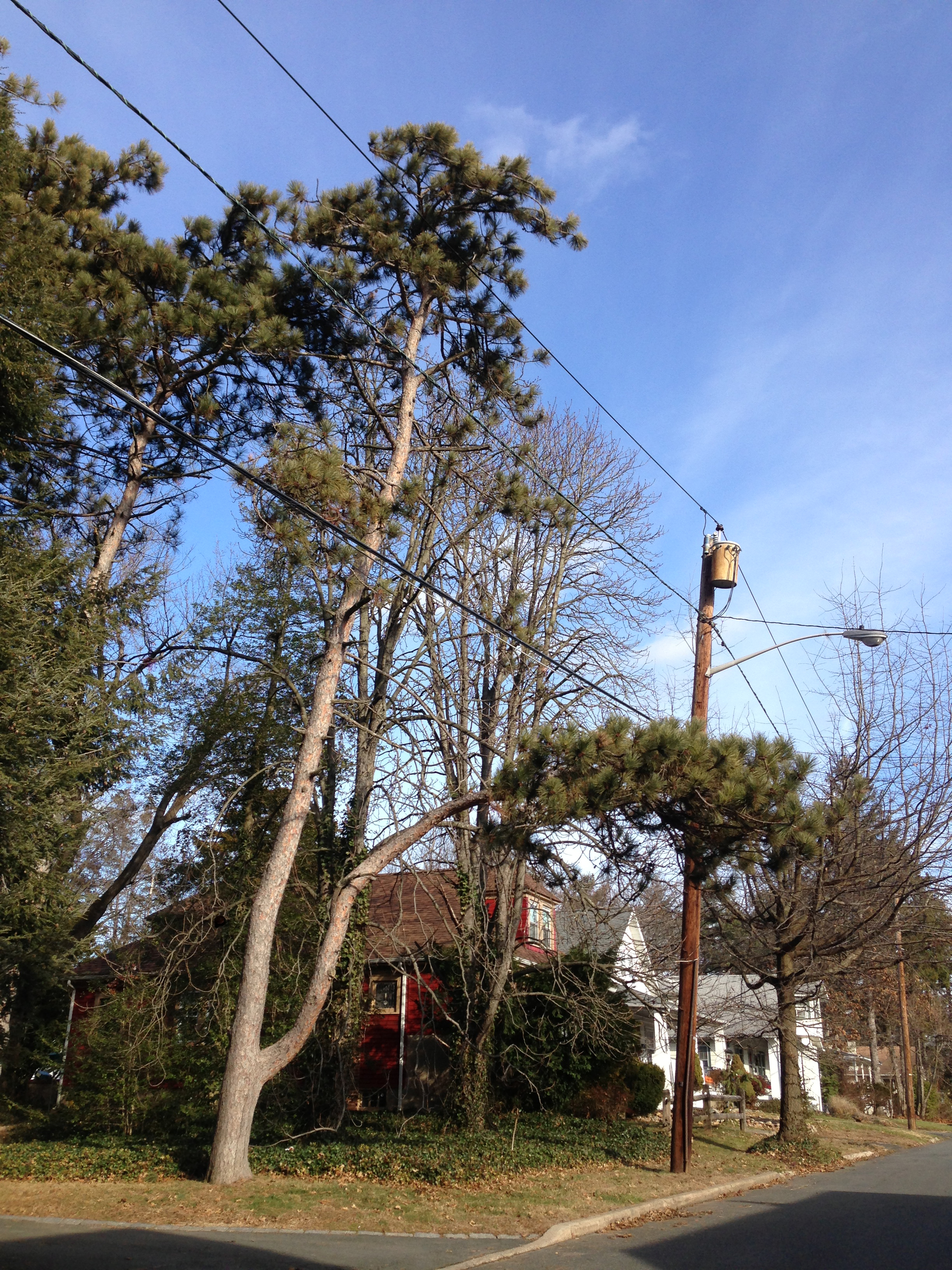
Pin noir d'Autriche à Ewing, N. Jersey (États-Unis).

Le pin noir d'Europe est utilisé comme ornement citadin, notamment aux États-Unis, du fait de sa grande résistance au sel routier utilisé en hiver et aux divers polluants industriels (y compris l'ozone), ainsi que de sa tolérance à la sécheresse et sa résistance à la tordeuse européenne des pousses du pin (Rhyacionia buoliana).
On emploie le bois, en Europe surtout, comme combustible, ainsi que dans la fabrication de papier et dans la construction générale.
L'approvisionnement en bois de mâture pour la marine à voile était une préoccupation militaire stratégique. C'est l'une des raisons pour lesquelles Louis XV, sous l'impulsion de Choiseul, décide l’acquisition de la Corse en 1768, afin d'y exploiter les Pins laricios.